# Венделин
Венделин (лат. Wendelinus, нем. Wendelin, венг. Wendel, словен. Vendelin; 550—617, Толай) — католический и местночтимый православный (Берлинская и Германская епархия РПЦ МП) святой, миссионер и игумен, проповедовавший в юго-западных областях Германии.

## Общие сведения
Венделин по происхождению был шотландцем или ирландцем, очень высоким и светловолосым. С 597 года и до своей смерти был аббатом бенедиктинского монастыря в Толае, в долине реки Саар, на территории Трирского епископства. Похоронен в городе Санкт-Вендель, названном в его честь, в базилике Святого Венделина.
Святой Венделин является святым покровителем пастухов, крестьян, подёнщиков и арендаторов. Изображается обычно с пастушьим посохом в руке и в сопровождении животных. День святого Венделина — католический 20 октября, православный 2 ноября.

## Предание
Согласно легенде, святой Венделин происходил из шотландского или ирландского королевского рода, получил хорошее образование, однако решил посвятить свою жизнь служению Господу. Возвращаясь из паломнического странствия в Рим домой, в Ирландию, Венделин обнаружил в междуречье Близа и Саара места, своим спокойствием и красотой подошедшие ему для молитвенного общения с Творцом. Здесь же он повстречал некоего аристократа, который взял Венделина к себе пастухом. Однако благочестие, смирение и чудеса, творимые святым, так повлияли на этого дворянина, что он приказал построить для Венделина скит поблизости одного из монастырей. После смерти Св. Венделина на его могиле также происходили чудеса.